# セドリック・タイマンス
セドリック・タイマンス（Cédric Taymans 1975年4月11日 - ）はベルギーのイクセル出身の柔道選手。階級は60kg級。身長167cm。

## 人物
1997年の世界選手権では準決勝で野村忠宏に背負投で敗れたものの3位となった。しかし、2000年のシドニーオリンピックでは2回戦で敗れた。2001年の世界選手権では準決勝でグルジアのネストル・ヘルギアニを警告で破るが、決勝ではチュニジアのアニス・ルニフィに逆に警告で敗れて2位に終わった。2004年のアテネオリンピックには出場できなかった。
引退後はベルギー女子48kg級のシャルリーヌ・ファンスニックのコーチを務めている。

## 主な戦績
- 1991年 - ヨーロッパユースオリンピックフェスティバル　3位(45kg級)
- 1994年 - 世界ジュニア　7位
- 1995年 - ヨーロッパジュニア　2位
- 1997年 - チェコ国際　優勝
- 1997年 - 世界選手権　3位
- 1999年 - 嘉納杯　無差別　3位
- 1999年 - フランス国際　5位
- 1999年 - ヨーロッパ選手権　2位
- 2000年 - ブルガリア国際　3位
- 2000年 - オーストリア国際　3位
- 2000年 - ヨーロッパ選手権　3位
- 2001年 - ブルガリア国際　優勝
- 2001年 - フランス国際　5位
- 2001年 - ドイツ国際　優勝
- 2001年 - ヨーロッパ選手権　3位
- 2001年 - 世界選手権　2位
- 2004年 - オランダ国際　2位
- 2005年 - ポーランド国際　3位
- 2005年 - エストニア国際　3位